# Umberto Cagni
Pour les articles homonymes, voir Cagni.
Umberto Cagni (Asti, 24 février 1863 - Gênes, 22 avril 1932) est un alpiniste, explorateur polaire et amiral de la marine royale italienne.

## Biographie
Umberto Cagni a réussi la première ascension du mont Saint-Élie le 31 juillet 1897 en compagnie de l'explorateur italien Louis-Amédée de Savoie et des membres de son équipe : Jean-Antoine Maquignaz, Joseph Petigax, le photographe Vittorio Sella, Francesco Gonella, Laurent Croux, Erminio Botta, Filippo De Filippi et André Pellissier.

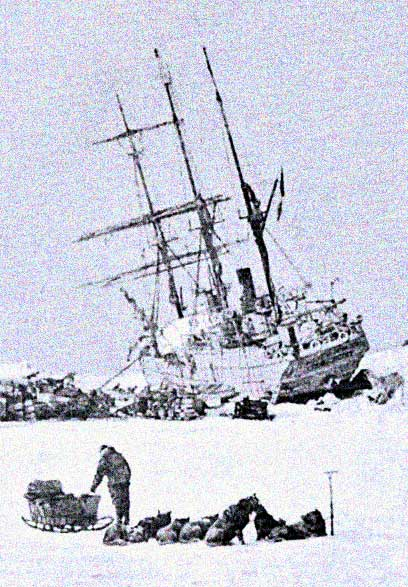
Le Stella Polare, navire de l'expédition Cagni

Mais Umberto Cagni est principalement connu pour sa tentative d'atteindre le pôle Nord en traineau à chien en 1900.  Il part ainsi de l'île du Prince Rodolphe le 13 mars 1900 avec treize hommes. L'expédition se sépare en trois groupes, deux reviennent au navire sans incident mais un ne fut jamais retrouvé. Malgré leur échec, Cagni et ses hommes atteignent, le 25 avril 1900, la latitude de 86° 34′ N, ainsi à 803 km du pôle, soit le point le plus au Nord jamais atteint jusqu'alors, dépassant la marque établie cinq années plus tôt par Fridtjof Nansen lors de l'expédition Fram. Cagni parvient à rejoindre la baie Teplitz le 23 juin.
Son nom fut donné à une classe de sous-marins de la Regia Marina qui combattirent pendant la Seconde Guerre mondiale et un sous-marin porta son nom. Il était ami du capitaine D'Albertis.